# NGC 5243
NGC 5243 é uma galáxia espiral (Sbc) localizada na direcção da constelação de Canes Venatici. Possui uma declinação de +38° 20' 36" e uma ascensão recta de 13 horas, 36 minutos e 15,1 segundos.
A galáxia NGC 5243 foi descoberta em 17 de Março de 1787 por William Herschel.